# Organofosforverbinding

Algemene chemische structuur van een organofosfaat

Organofosforverbindingen (Engels: organophosphates of OPs) zijn organische fosfor bevattende verbindingen. Onder andere de organofosfaten (esters van fosforzuur) en organothiofosfaten behoren tot deze verbindingen. Veel van deze verbindingen kenmerken zich door hun giftigheid en worden onder andere gebruikt als insecticiden en als chemische wapens (zenuwgassen) zoals de novitsjok zenuwagentia.
Symptomen van acute vergiftiging zijn onder andere: speekselvloed, nauwe pupillen, slecht zien, spierkrampen.
In de laatste jaren van de 20e eeuw zijn ook wel aanwijzingen gevonden voor lange-termijneffecten bij mensen die ooit een acute vergiftiging met een van deze stoffen hebben doorgemaakt en deze hebben overleefd. Het gaat hier om neuropsychologische effecten als perifere neuropathie, geheugenvermindering, persoonlijkheidsveranderingen en denkstoornissen. 
In Engeland was het debat over het al dan niet optreden van schadelijke effecten bij boeren die hun schapenkuddes door een bad met organofosforverbindingen joegen ('sheep dip') tegen teken en andere parasieten een tijd lang nogal in het nieuws.

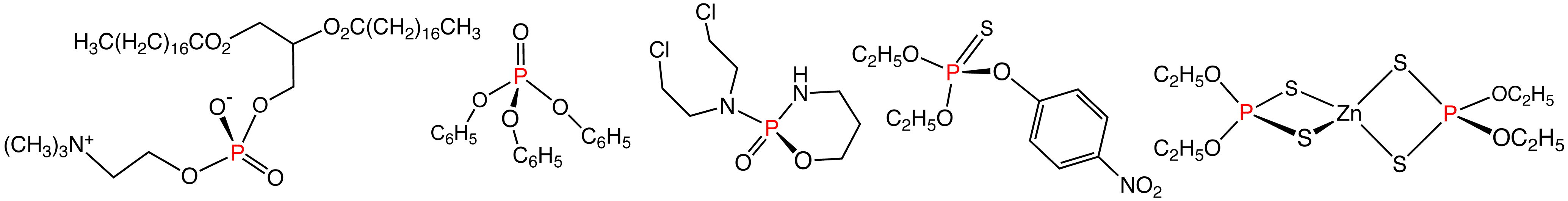
Enkele voorbeelden van organische fosfaten en aanverwante verbindingen: fosfatidylcholine, trifenylfosfaat, cyclofosfamide, parathion en zinkdithiofosfaat.